# Инаугурация Франклина Рузвельта (1941)
Третья инаугурация Франклина Делано Рузвельта в качестве Президента США состоялась 20 января 1941 года. Одновременно к присяге был приведён Генри Эгард Уоллес как 33-й вице-президент США. Президентскую присягу проводил Председатель Верховного суда США Чарльз Хьюз, который в третий и последний раз проводил присягу, а присягу вице-президента принимал уходящий вице-президент Джон Гарнер.
Данная инаугурация ознаменовала начало третьего и последнего полного срока Франклина Делано Рузвельта на посту президента. Это был первый и единственный случай инаугурации президента на третий срок; после принятия Двадцать второй поправки к Конституции США в 1951 году никто уже не может быть избран президентом более двух раз.